# Thamnophis proximus
Thamnophis proximus là một loài rắn trong họ Rắn nước. Loài này được Say mô tả khoa học đầu tiên năm 1823.

## Hình ảnh

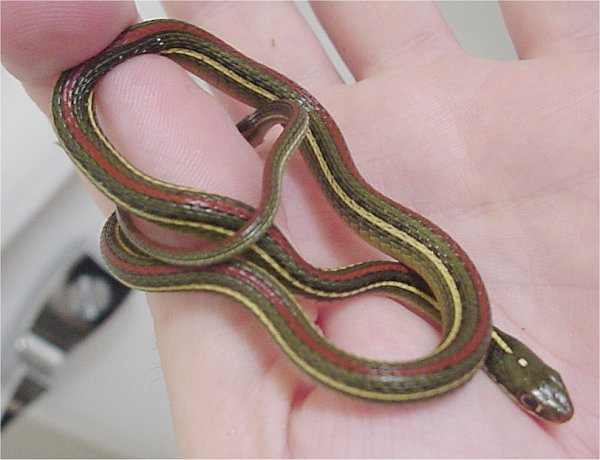
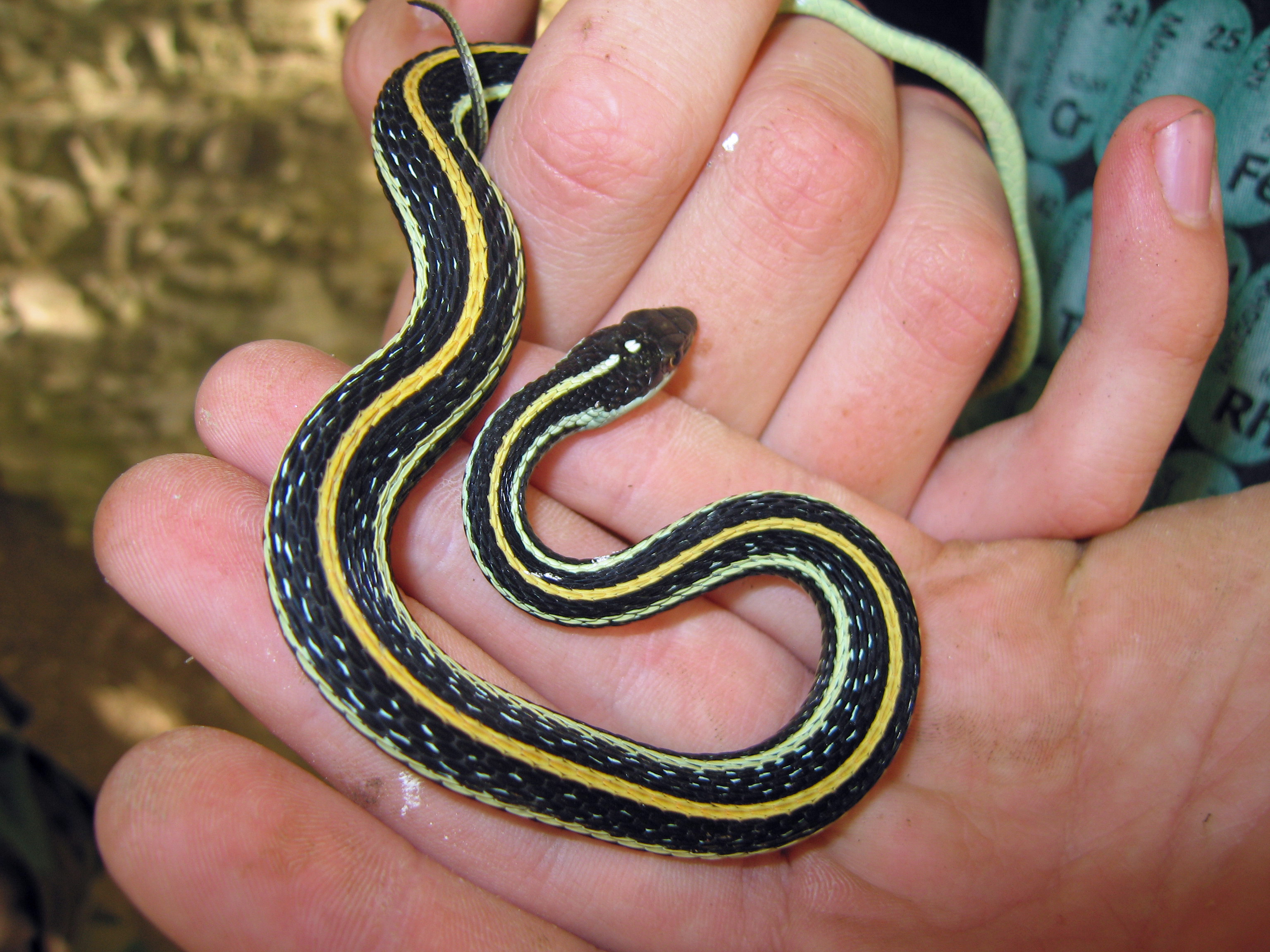
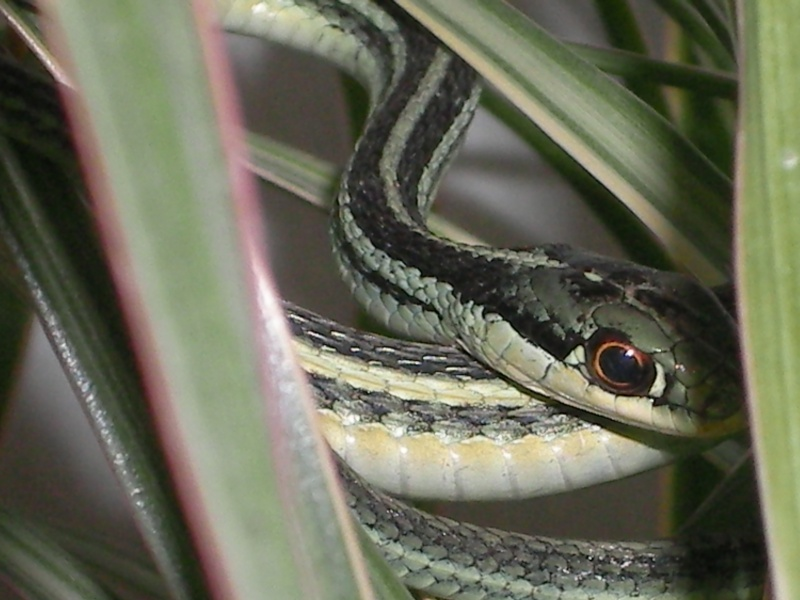